# Kathy Mattea

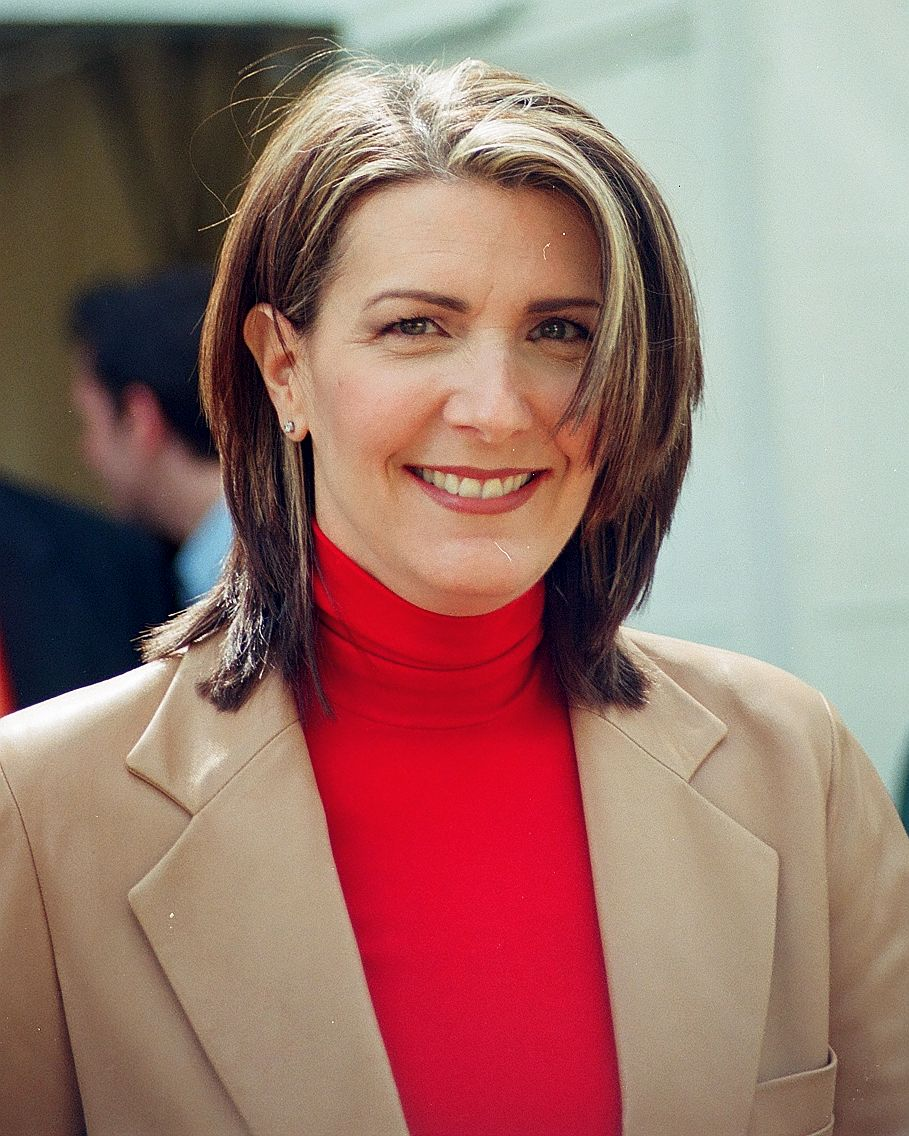
Kathy Mattea (2000)

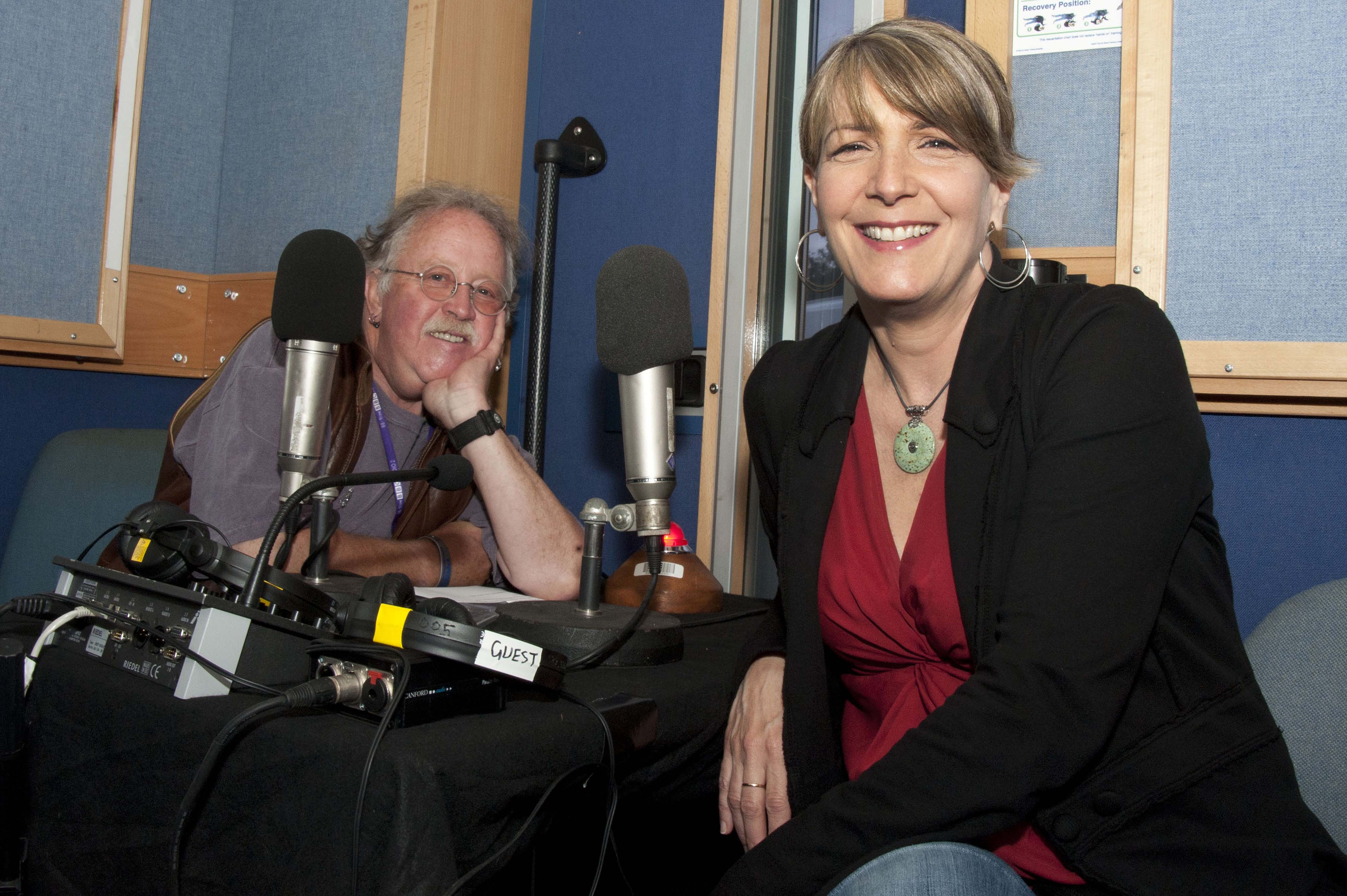
Mike Harding und Kathy Mattea beim Interview (2010)

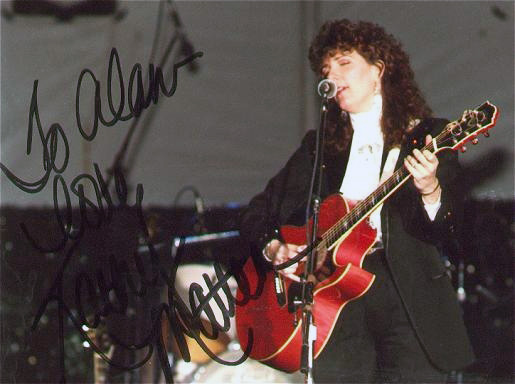
Kathy Mattea (1989)

Kathleen Alice „Kathy“ Mattea (* 21. Juni 1959 in South Charleston, West Virginia) ist eine US-amerikanische Country-Sängerin und Songschreiberin, die ihre größten Erfolge in den späten 1980er und frühen 1990er Jahren feierte. In ihrer Karriere verkaufte sie bislang über drei Millionen Alben.

## Leben
Kathy Mattea begann ihre musikalische Karriere während ihrer Collegezeit als Sängerin der Bluegrass-Gruppe Pennsboro. 1978 brach sie ihr Studium ab und ging nach Nashville, wo sie sich zunächst als Kellnerin, Fremdenführerin und Sekretärin durchschlug. 1982 arbeitete sie eine Zeit lang mit Bobby Goldsboro zusammen. Sie produzierte Demos und hatte kleinere Auftritte, bis sie 1983 beim Mercury-Records-Label einen Plattenvertrag erhielt.
Ihre ersten Singles erreichten mittlere Plätze der Country-Charts. 1984 erschien ihr Debüt-Album. Zwei Jahre später hatte sie mit Love at the Five and Dime von Nanci Griffith ihren ersten Top-10-Erfolg. Aus dem 1987 erschienenen Album Untasted Honey wurden zwei Singles ausgekoppelt, die Platz 1 erreichten: Goin' Gone und Eighteen Wheels and a Dozen Roses; letzterer wurde 1988 von der CMA als „Single Of The Year“ ausgezeichnet.
Ein Jahr später heiratete sie den Songwriter Jon Vezner. Trotz einiger gesundheitlicher Probleme schaffte sie weiterhin gute Hitparaden-Platzierungen und war auch mit eigenen Songs erfolgreich. Ihre bekannteste Komposition ist Walking Away a Winner.
Ihre beiden Alben Coal (2008) und Calling Me Home (2012) boten traditionellere Country-Musik bis hin zu Americana und Bluegrass. 2014 folgte die Weihnachts-EP Go Tell It on the Mountain und vier Jahre später das Album Pretty Bird.
Neben ihrer musikalischen Karriere tritt sie seit vielen Jahren auch als Rednerin zu Themen wie Umwelt oder Motivation in Erscheinung.

## Diskografie

### Alben
| Jahr | Titel                  | Höchstplatzierung, Gesamtwochen, AuszeichnungChartplatzierungen (Jahr, Titel, Platzierungen, Wochen, Auszeichnungen, Anmerkungen) | Höchstplatzierung, Gesamtwochen, AuszeichnungChartplatzierungen (Jahr, Titel, Platzierungen, Wochen, Auszeichnungen, Anmerkungen) | Anmerkungen |
| Jahr | Titel                  | UK | US | Anmerkungen |
| ---- | ---------------------- | --- | --- | ----------- |
| 1989 | Willow In The Wind     | — | US82 Gold · (19 Wo.)US |             |
| 1990 | A Collection of Hits   | — | US80 Platin · (34 Wo.)US |             |
| 1991 | Time Passes By         | — | US72 Gold · (25 Wo.)US |             |
| 1992 | Lonesome Standard Time | — | US182 Gold · (7 Wo.)US |             |
| 1993 | Walking Away a Winner  | — | US87 Gold · (8 Wo.)US |             |
| 1995 | Ready For The Storm    | UK61 (1 Wo.)UK | — |             |
| 1997 | Love Travels           | UK65 (1 Wo.)UK | US121 (14 Wo.)US |             |

Weitere Alben
- 1984: Kathy Mattea
- 1985: From My Heart
- 1986: Walk The Way The Wind Blows
- 1987: Untasted Honey (US: Gold)
- 1994: Good News Radio Special
- 2000: The Innocent Years
- 2002: Roses
- 2003: Joy For Christmas Day
- 2005: Right Out of Nowhere
- 2008: Coal
- 2012: Calling Me Home
- 2018: Pretty Bird

### Singles
| Jahr | Titel                 | Höchstplatzierung, Gesamtwochen, AuszeichnungChartsChartplatzierungen (Jahr, Titel, Platzierungen, Wochen, Auszeichnungen, Anmerkungen) | Anmerkungen |
| Jahr | Titel                 | DE | Anmerkungen |
| ---- | --------------------- | --- | ----------- |
| 1994 | Walking Away a Winner | DE68 (7 Wo.)DE |             |